# 1849 w literaturze
Wydarzenia literackie w 1849 roku.

## Wydarzenia
- 15 marca – ukazał się pierwszy numer Trybuny Ludów (Trubune des Peuples) Mickiewicza

## Nowe książki
- polskie
  - O powinnościach kobiet (pośmiertnie) – Klementyna z Tańskich Hoffmanowa
- zagraniczne
  - David Copperfield – Charles Dickens
  - Mardi – Herman Melville
  - Little Fadette  – George Sand
  - Shirley – Charlotte Brontë
  - Tydzień nad rzekami Concord i Merrimack (A Week on the Concord and Merrimack Rivers) – Henry David Thoreau
  - The Strayed Reveller – Matthew Arnold

## Nowe prace naukowe
- zagraniczne
  - Edward Blyth – Catalogue of the Birds of the Asiatic Society

## Urodzili się
- 13 stycznia – Thomas Chalmers Harbaugh, amerykański powieściopisarz i poeta (zm. 1924)
- 14 stycznia – Alfhild Agrell, szwedzka prozaiczka i dramatopisarka (zm. 1923)
- 18 stycznia – Aleksander Świętochowski, polski publicysta, pisarz i historyk (zm. 1938)
- 22 stycznia – August Strindberg, szwedzki dramatopisarz (zm. 1912)
- 2 lutego – Pavol Országh Hviezdoslav, słowacki poeta, dramatopisarz, tłumacz (zm. 1921)
- 4 lutego – Jean Richepin, francuski pisarz (zm. 1926)
- 18 lutego – Alexander Kielland, norweski powieściopisarz, nowelista i komediopisarz (zm. 1906)
- 28 lutego – John R. Musick, amerykański prozaik i poeta (zm. 1901)
- 20 maja – Georges de Porto-Riche, francuski dramatopisarz (zm. 1930)
- 29 czerwca – Ołena Pcziłka,  ukraińska pisarka, krytyczka literacka, wydawczyni (zm. 1930)
- 15 lipca – Valeska Gräfin Bethusy-Huc, niemiecka pisarka (zm. 1926)
- 22 lipca – Emma Lazarus, amerykańska poetka (zm. 1887)
- 16 sierpnia – Sibylle Gabrielle Riquetti de Mirabeau, francuska powieściopisarka (zm. 1932)
- 1 września – Jan Kanty Galasiewicz, polski dramatopisarz (zm. 1911)
- 3 września – Sarah Orne Jewett, amerykańska pisarka (zm. 1909)
- 4 września – Elfriede Jaksch, łotewsko-niemiecka pisarka i nowelistka (zm. 1897)
- 21 września – Edmund Gosse, angielski poeta (zm. 1928)
- 1 października – Anne Charlotte Leffler, szwedzka pisarka (zm. 1892)
- 7 października – James Whitcomb Riley, amerykański poeta (zm. 1916)
- 11 listopada – Maximilian Bern, niemiecki pisarz, poeta i redaktor (zm. 1923)
- 19 listopada – Grace Denio Litchfield, amerykańska prozaiczka, poetka i dramatopisarka (zm. 1944)
- 24 listopada – Frances Hodgson Burnett, angielska powieściopisarka (zm. 1924)
- 5 grudnia - Kazimierz Zalewski, polski dramatopisarz i publicysta (zm. 1919)

## Zmarli
- 8 lutego – France Prešeren, słoweński poeta (ur. 1800)
- 3 kwietnia – Juliusz Słowacki, polski poeta (ur. 1809)
- 28 maja – Anne Brontë, angielska pisarka (ur. 1820)
- 31 lipca – Sándor Petőfi, poeta węgierski (ur. 1823)
- 7 października – Edgar Allan Poe, pisarz amerykański (1809)